# 奧洛奎爾塔

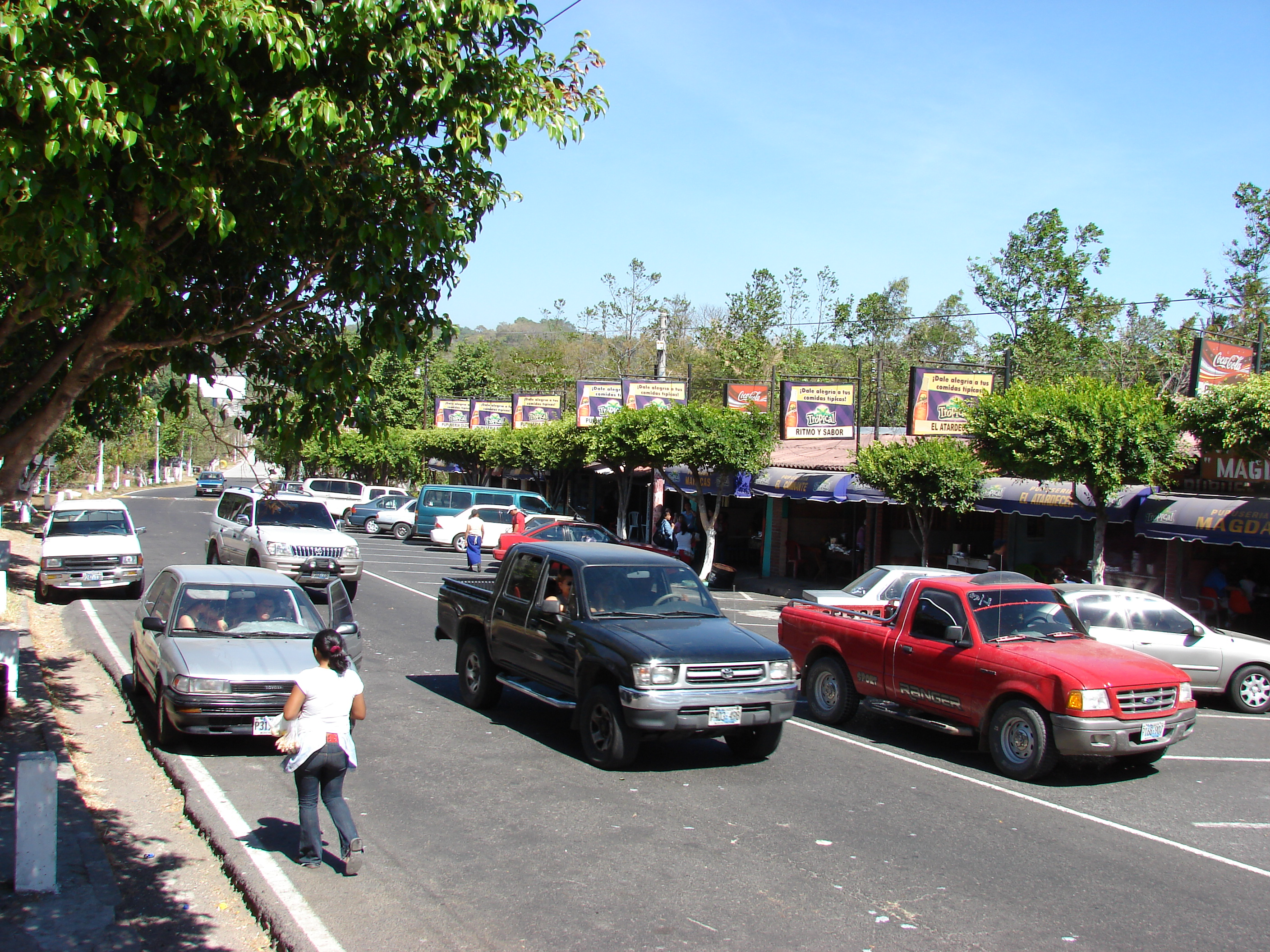

奧洛奎爾塔（西班牙語：Olocuilta），是薩爾瓦多的城鎮，位於該國南部，由拉巴斯省負責管轄，面積89.68平方公里，海拔高度435米，2007年人口29,529，人口密度每平方公里329.27人。
13°34′N 89°7′W / 13.567°N 89.117°W